# Pfeil (Sternbild)
Der Pfeil (lateinisch Sagitta) ist ein Sternbild des Nordhimmels.

## Beschreibung
Der Pfeil ist das drittkleinste Sternbild am Nachthimmel. Vier Sterne der 3. und 4. Größenklasse bilden einen Pfeil, wobei der Hellste (γ Sagittae) die Spitze symbolisiert.
Man findet das Sternbild zwischen dem Schwan und dem Adler (Aquila). Es liegt inmitten des sternreichen Gebietes der Milchstraße und enthält den Kugelsternhaufen M71.

## Geschichte
Viele ältere Kulturen wie die Perser, Hebräer, Griechen und Römer sahen in dem Sternbild einen Pfeil.
So gehört der Pfeil zu den 48 klassischen Sternbildern der Antike, die von Ptolemäus beschrieben wurden.

### Mythologie
In der griechischen Mythologie existieren mehrere Versionen, wonach göttliche Wesen einen Pfeil abschossen:
So soll der griechische Held Herakles (Herkules) auf den Adler geschossen haben, der täglich an der Leber des an einen Felsen geketteten Prometheus fraß. Prometheus hatte den Menschen das Feuer gebracht und wurde dafür von den Göttern grausam bestraft. Herkules und der Adler sind ebenfalls als Sternbilder an den Himmel versetzt worden.
Nach einer anderen Überlieferung war es der Zentaur Chiron, der den Adler schoss.
Eine weitere Sage um Herkules berichtet, wie er die tödlichen Stymphalischen Vögel mit Pfeilen erlegte. Die Vögel sah man in den Sternbildern
Adler, Schwan und der heutigen Leier, die auf alten Sternkarten häufig als Geier dargestellt wird.
Eine andere Version besagt, dass der Pfeil vom Schützen auf den Skorpion abgeschossen wurde, der den Himmelsjäger Orion stach.

## Himmelsobjekte

### Sterne
| B   | F  | Namen o. andere Bezeichnungen | Größe       | Lj    | Spektralklasse   |
| --- | -- | ----------------------------- | ----------- | ----- | ---------------- |
| γ   | 12 |                               | 3,47m       | 260   | M0 III           |
| δ   | 7  |                               | 3,82m (var) | 600   | M2 II + B0 V     |
| α   | 5  | Sham                          | 4,38m       | 430   | G0 II            |
| β   | 6  |                               | 4,38m       | 440   | G8 IIIaCN        |
| ζ   | 8  |                               | 5,03m       | 260   | A1 V + A3 V + F5 |
| η   | 16 |                               | 5,09m       | 160   | K2 III           |
| 400 | 13 | VZ                            | 5,35m (var) | 1.000 | M3–5 III         |
| 400 | 10 | S                             | 5,36m (var) | 2.100 | F7 Ib            |
| 400 | 11 |                               | 5,53m       | 460   | B9 III           |
| 400 | 1  |                               | 5,64m       | 300   | A4 V             |
| ε   | 4  |                               | 5,66m       | 480   | G8 IIIv          |
| 400 | 15 | Gliese 779                    | 5,80m       | 58    | G0 V + L4,5      |
| 400 |    | HR 7780                       | 5,81m       | 500   | K5 III           |
| 400 |    | HR 7662                       | 5,97m       | 800   | K3 II–III        |
| 400 | 18 |                               | 6,11m       | 340   | K1 III           |
| 400 | 9  | QZ                            | 6,23m (var) | 9.000 | O7,5 Iabf        |
| 400 | 2  |                               | 6,25m       | 430   | A2 III–IV        |
| θ   | 17 |                               | 6,52m       | 150   | F5 IV + F2       |

Der hellste Stern im Pfeil, γ Sagittae, ist ein 260 Lichtjahre von der Erde entfernter orange leuchtender Roter Riese. Der Stern hat das Ende seiner Entwicklung erreicht und sich auf den 55-fachen Durchmesser unserer Sonne aufgebläht.
Der Stern α Sagittae ist rund 430 Lichtjahre entfernt. Er besitzt den 20-fachen Durchmesser unserer Sonne. Der Name Sham ist arabischen Ursprungs und bedeutet „Pfeil“.

### Doppelsterne
| System | Größen             | Abstand         |
| ------ | ------------------ | --------------- |
| ζ      | 5,6m / 6,0m / 9,0m | 0,2″ / 8,4″     |
| ε      | 5,8m / 8,4m        | 87,3″           |
| θ      | 6,7m / 8,9m / 7,5m | 11,6″ / 91,5″   |
| 15     | 5,8m / 9,4m / 6,9m | 162,2″ / 215,1″ |

Zeta Sagittae ist ein Dreifachsystem in 260 Lichtjahren Entfernung. Zwei Hauptreihensterne vom Spektraltyp A bilden hier ein nur 0,2″ enges Doppelsternsystem. Die Umlaufzeit beträgt 23,2 Jahre. In 8,4″ Distanz befindet sich ein dritter Stern mit 9,0m scheinbarer Helligkeit, der dieses System auf einer übergeordneten Bahn umkreist. Das enge System kann nur mit professionellen Teleskopen aufgelöst werden (z. B. durch Speckle-Interferometrie), während das weite System schon in einem kleinen Fernrohr mit 5 cm Öffnung beobachtet werden kann.
Epsilon Sagittae ist ein optischer Doppelstern und weist einen Abstand von 87,3″ auf. Der Begleiter ist ein 8,4m heller Hintergrundstern.
Von besonderem Interesse ist das System 15 Sagittae. Es besteht aus einem sonnenähnlichen Stern mit 1,1-facher Sonnenmasse und 1,3-facher Sonnenleuchtkraft sowie einem braunen Zwergstern mit 69 Jupitermassen. Der Braune Zwerg wurde im Jahr 2001 entdeckt. Er liegt 0,8″ vom Hauptstern entfernt und umkreist diesen mit einer Periode von 73,3 Jahren. 15 Sagittae besitzt aber auch zwei optische Begleiter, die schon im Fernglas sichtbar sind: Einen Stern 9. Größe in 162″ Abstand und einen Stern 7. Größe in 215″ Abstand.
Spektroskopische Doppelsterne im Pfeil sind (in Klammer die Umlaufperiode): δ Sagittae (10,14 Jahre), 2 Sagittae (7,39 Tage), 9 Sagittae (78,74 Tage) und 10 Sagittae (1,9 Jahre).

### Veränderliche Sterne
| Stern | Größe           | Periode   | Typ                                       |
| ----- | --------------- | --------- | ----------------------------------------- |
| δ     | 3,7m bis 3,8m   |           | langsam unregelmäßig veränderlicher Stern |
| 9     | 6,16m bis 6,23m |           | bedeckungsveränderlicher Stern            |
| 10    | 5,2m bis 6,0m   | 8,38 Tage | klassische Cepheiden                      |
| 13    | 5,3m bis 5,6m   |           | langsam unregelmäßig veränderlicher Stern |

### Messier- und NGC-Objekte
| Messier (M) | NGC  | sonstige | Größe | Typ                                   | Name |
| ----------- | ---- | -------- | ----- | ------------------------------------- | ---- |
| 71          | 6838 |          | 8,4m  | Kugelsternhaufen                      |      |
|             | 6879 |          | 12,5m | planetarischer Nebel                  |      |
|             | 6886 |          | 11,4m | planetarischer Nebel                  |      |
|             |      | IC 4997  | 10,5m | planetarischer Nebel                  |      |
|             |      | M1-67    |       | Wolf-Rayet-Ringnebel (Emissionsnebel) |      |

Im Pfeil befindet sich der 13.000 Lichtjahre entfernte Kugelsternhaufen M 71. Der französische Astronom und Kometenjäger Charles Messier nahm ihn in seinen Katalog nebliger Objekte (Messier-Katalog) auf. Die Einordnung als Kugelsternhaufen galt lange als umstritten, da der Haufen recht lose ist. Er wurde daher meist als sehr dichter offener Sternhaufen kategorisiert.